# André Weis
André Weis (* 30. September 1989 in Boppard) ist ein ehemaliger deutscher Fußballspieler. Er spielte auf der Position des Torhüters.

## Karriere
Weis spielte in der Jugend für Germania Metternich, die SG 99 Andernach und den FV Rübenach. 2007 wechselte er zur Jugend der TuS Koblenz. In der Saison 2008/09 saß Weis in einigen Spielen der 2. Bundesliga für die Koblenzer als Ersatztorwart auf der Bank. Nach dieser Spielzeit wechselte er zum SV Wilhelmshaven. In der Saison 2009/10 kam Weis dort zu 32 Einsätzen in der Regionalliga Nord. Zur Saison 2010/11 kehrte er zur TuS Koblenz zurück und absolvierte in der 3. Liga neun Profieinsätze.
Nachdem die TuS Koblenz aus finanziellen Gründen keine Lizenz für die Saison 2011/12 in der 3. Liga erhalten hatte, unterschrieb Weis am 20. Juni 2011 bei der zweiten Mannschaft des VfB Stuttgart einen bis Ende Juni 2012 laufenden Vertrag. Durch seinen 15. Saisoneinsatz in der 3. Liga verlängerte sich die Laufzeit bis Juni 2013.
Nachdem Bernd Leno den VfB Stuttgart im August 2011 verlassen hatte, nahm Weis dessen Platz als Stammtorhüter der zweiten Mannschaft und als dritter Torhüter der Bundesligamannschaft ein. In der Hinrunde 2011/12 erreichte er in der Notenrangliste des Kicker-Sportmagazins den besten Notendurchschnitt aller Torhüter in der 3. Liga. Am 17. Februar 2012 verlängerte er seine Vertragslaufzeit beim VfB Stuttgart bis Ende Juni 2014.
Zur Saison 2013/14 wechselte Weis zum FC Ingolstadt 04. Ab der Saison 2015/16 spielte er für den Zweitligisten FSV Frankfurt; sein Vertrag lief bis 2018. In Frankfurt ging er als Stammtorhüter in die Spielzeit 2015/16.
Zur Saison 2016/17 wechselte er zum Zweitligisten 1. FC Kaiserslautern und unterschrieb einen Vertrag bis 2019. Weis ging als designierter Stammtorhüter in die Saison. Nach einem Platzverweis am 4. Spieltag wurde er durch Julian Pollersbeck ersetzt, der fortan seinen Stammplatz behielt. Nachdem Weis zu Beginn der Saison 2017/18 weiterhin nur als Ersatztorwart berücksichtigt worden war, ließ er sich Anfang August 2017 zum Ligakonkurrenten SSV Jahn Regensburg verleihen. Nachdem durch den Abstieg des FCK Weis’ Vertrag dort ungültig geworden war, verpflichtete Regensburg den Torhüter mit einem Vertrag bis 2020. Indes war Weis in der Saison 2017/18 nur zweiter Torwart hinter Philipp Pentke und kam auch in der folgenden Spielzeit nur zu vier Einsätzen in der Bayernliga.
Im Januar 2020 wechselte Weis zum Drittligisten Viktoria Köln, wo er den verletzten Daniel Mesenhöler ersetzte.
Zur Saison 2021/22 wechselte er zum Regionalligisten SC Fortuna Köln.
Nach 96 Spielen für die Südstädter wechselte Weis im Juli 2024 zu den Sportfreunden Siegen in die Oberliga Westfalen. Am 31. Mai 2025 beendete er seine Karriere mit seinem letzten Spiel Sportfreunde Siegen gegen VfL Bochum II.

## Erfolge
- Zweitligameister 2015 und  Aufstieg in die Bundesliga 2015/16 (mit dem FC Ingolstadt 04)